# Haunting the Chapel
Haunting The Chapel er en ep af thrash metalbandet Slayer. Den blev udgivet i 1984 gennem Metal Blade Records. Selvom den oprindeligt kun indeholdt tre sange, viser ep'en alligevel bandets udvikling fra stilen på deres debutalbum, Show No Mercy, og betragtes som den første demonstration af den "klassiske" stil som bandet viste på de senere album.
Bandet optræder ofte med numrene Captor of Sin og Chemical Warfare live, hvoraf sidstnævnte ofte er en af de sidste sange.

## Spor
1. "Chemical Warfare" (Hanneman/King) – 6:01
2. "Captor of Sin" (Hanneman/King) – 3:27
3. "Haunting the Chapel" (Hanneman/King) – 3:57
4. "Aggressive Perfector" (Hanneman/King) – 3:31 (bonus på genudgivelsen; oprindeligt med på Metal Massacre Vol.3 opsamlingen)

## Credits
- Tom Araya – Bas, Sang
- Jeff Hanneman – Guitar
- Kerry King – Guitar
- Dave Lombardo – Trommer